# Jerzy Sadowski
Jerzy Stanisław Sadowski (ur. 1944 w Ciechanowcu) – polski lekarz, kardiochirurg, transplantolog kliniczny, profesor nauk medycznych.

## Życiorys
W 1968 ukończył studia na Wydziale Lekarskim Akademii Medycznej w Łodzi. W 1978 uzyskał stopień naukowy doktora, zaś w 1996 habilitował się w Collegium Medicum Uniwersytetu Jagiellońskiego na podstawie rozprawy zatytułowanej Ocena przydatności aortalnych wszczepów homogennych (allogennych) w chirurgicznym leczeniu tętniaków aorty wstępującej. W 2003 otrzymał tytuł profesora nauk medycznych. Specjalizował się w zakresie chirurgii ogólnej i kardiologii.
Od 1970 pracował jako asystent w Szpitalu Klinicznym nr 3 im. dr. Seweryna Sterlinga w klinice kierowanej przez profesora Jana Molla. Od 1979 zawodowo związany z Instytutem Kardiologii na UJ w Krakowie, którego został dyrektorem. Stanął także na czele Kliniki Chirurgii Serca, Naczyń i Transplantologii, a także Oddziału Kardiochirurgi Krakowskiego Szpitala Specjalistycznego im. Jana Pawła II. Był wiceprezesem Polskiego Towarzystwa Kardiologicznego. Uzyskiwał członkostwo również w Towarzystwie Chirurgów Polskich, Polskim Towarzystwie Angiologicznym, Polskim Towarzystwie Transplantologicznym i The European Association for Cardio-Thoracic Surgery.
Został również konsultantem wojewódzkim w dziedzinie kardiochirurgii. W 2017 powołany w skład rady naukowej Instytutu Kardiologii im. Prymasa Tysiąclecia Kardynała Stefana Wyszyńskiego.
W 2014 kandydował do Sejmiku Województwa Małopolskiego z listy Platformy Obywatelskiej.
W 2018 znalazł się na „Liście Stu 2017”, obejmującej najbardziej wpływowe osoby w polskiej medycynie.
Pisarz Jerzy Skrobot poświęcił mu książkę pt. Serce dla serc. Opowieść o Profesorze Jerzym Sadowskim.

## Odznaczenia i wyróżnienia
- Krzyż Oficerski Orderu Odrodzenia Polski (2012)[4]
- Krzyż Kawalerski Orderu Odrodzenia Polski (2001)[5]
- Złoty Krzyż Zasługi (1990)[1]
- Tytuł doctora honoris causa Uniwersytetu Lwowskiego
- Tytuł honorowego obywatela Koła (2004)[6]
- Nagroda indywidualna miasta Lwowa za osobisty wkład i zaangażowanie w rozwój lwowskiej kardiochirurgii (2004)
- Tytuł Małopolanin Roku (2007)[7]
- Złoty Skalpel „Pulsu Medycyny” za najbardziej innowacyjne rozwiązania w praktyce kardiochirurgicznej (2011)[8]
- Gloria Medicinae – medal przyznawany co roku dziesięciorgu lekarzom na świecie za wybitny wkład w rozwój medycyny, ofiarną służbę ludziom i najwyższy szacunek dla ludzkiego życia (2011)
- Nagroda zespołowa im. prof. Zbigniewa Religi za innowacyjną działalność naukowo-wdrożeniową w medycynie sercowo-naczyniowej (2016)
- Honorowy członek Polskiego Towarzystwa Kardiologicznego (2017)[1]
- Nagroda Prezesa Rady Ministrów w kategorii osiągnięcia naukowo-techniczne dla członków zespołu z udziałem Jerzego Sadowskiego, przyznana za nowatorską metodę ratowania skrajnie wychłodzonych pacjentów (2017)[9]
- Tytuł „Ambasador Zdrowia” nadawany przez Instytut Biznesu (2018)[10]